# اومائه‌زاکی، شیزوئوکا
اومائه‌زاکی در استان شیزوئوکا در کشور ژاپن واقع شده‌است که دارای جمعیت ۳۵٬۰۱۵ نفر و مساحت ۶۵٫۸۵ کیلومتر مربع با تراکم جمعیت ۵۳۲ نفر در کیلومترمربع است و در تاریخ ۱ آوریل ۲۰۰۴ به عنوان شهر شناخته شد.